# Thomispa
Thomispa is een geslacht van kevers uit de familie bladkevers (Chrysomelidae).
De wetenschappelijke naam van het geslacht werd in 1975 gepubliceerd door Würmli.

## Soorten
- Thomispa feae (Gestro, 1906)